# Société des peintres-lithographes
Ne doit pas être confondu avec Société des artistes lithographes français.
La Société des peintres-lithographes est une société d'artistes lithographes, d'amateurs et de collectionneurs, fondée à Paris en 1896. Elle avait pour but de valoriser les créations originales et la lithographie en couleurs.

## Historique

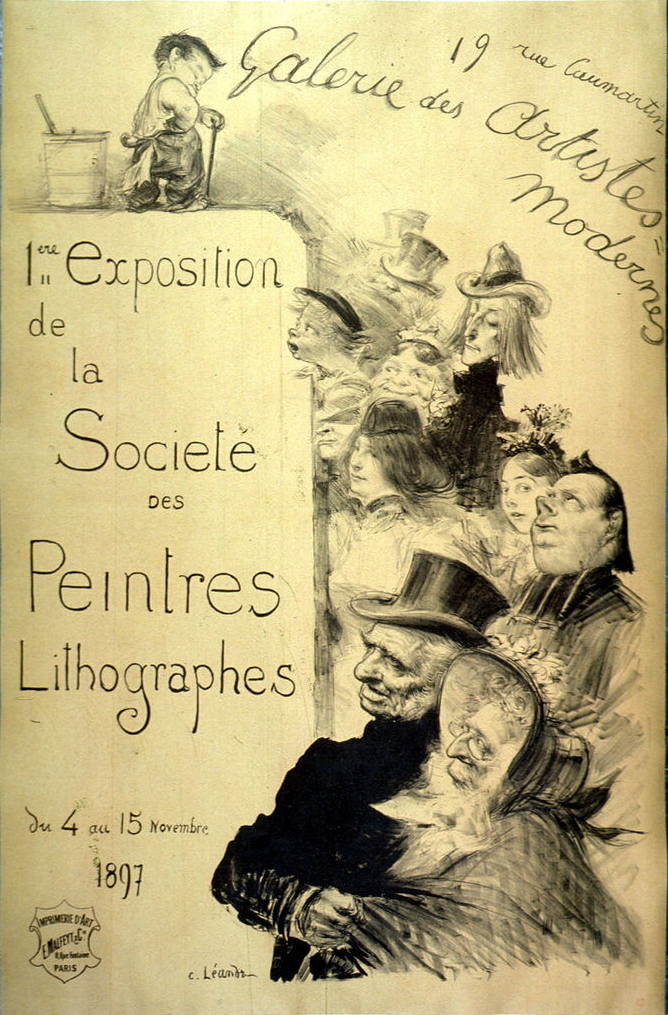
Affiche de Charles Léandre pour la 1re exposition (1897).

Sécessionniste de la Société des artistes lithographes français (SALF) qu'il avait dirigé, Henry Hamel décide de fonder en décembre 1896 à Paris la « Société des artistes lithographes » [sic], en association avec Henri Patrice Dillon et Fantin-Latour, rejoint par soixante dix-sept personnalités. Un comité de parrainage est formé, présidé par Puvis de Chavannes, et qui comprend Jean-Léon Gérôme, William Bouguereau et Léonce Bénédite. Parmi les membres actifs de la première heure, l'on compte Ludovic Alleaume, Alfred-Louis Bahuet (qui sera trésorier), Maurice Bompard, Jules Chéret, Jules Gabriel Dubois-Menant, Georges de Feure, Gustave Fuchs, Fernand-Louis Gottlob, Eugène Grasset, Charles Léandre, Alphonse-Alexis Morlot, Albert Robida, Jean Veber (qui deviendra vice-président),,...
Les buts de cette organisation sont de valoriser les créations lithographiques originales, et non de reproduction, et d'organiser de nombreuses manifestations assorties de publications. L'origine en fut une brouille survenue au cours de l'organisation de l'exposition du Centenaire de la lithographie, galerie Rapp, un an plus tôt : les lithographes originaux avaient réclamé d'être exposés dans une salle différente. Le malaise, en définitive, remontait à quelques années plus tôt : fin 1892, Hamel, Dillon, Paul Maurou et Bénédite, avaient lancé une collection d'albums lithographiques baptisés L'Album des peintres-lithographes, qui ne contenaient que des pièces originales, mais, qui, publiés sous le couvert de la SALF, froissa fortement certains sociétaires. Par ailleurs, des membres de la SALF furent abusivement inscrits sur la liste de soutien à la Société des peintres-lithographes, déclenchant une série de procès.
La Société des peintres-lithographes met une année à organiser une première manifestation publique et gratuite, inaugurée le 4 novembre 1897 à la Galerie des artistes modernes, chez Chaine et Simonsohn, rue de Caumartin. Elle regroupe trente exposants et 153 envois (avec une majorité de peintures, d'aquarelles et de dessins), débuts relativement modestes qui donne lieu à deux affiches promotionnelles, l'une signée Charles Léandre, l'autre par Dillon.
La 2e exposition annuelle ouvre dans les salons du journal Le Figaro, rue Drouot, du 10 au 25 janvier 1899, présentant quarante-trois exposants. Succédant à Puvis de Chavannes, décédé, Eugène Carrière devient le président d'honneur,. L'affiche est signée Fernand-Louis Gottlob.

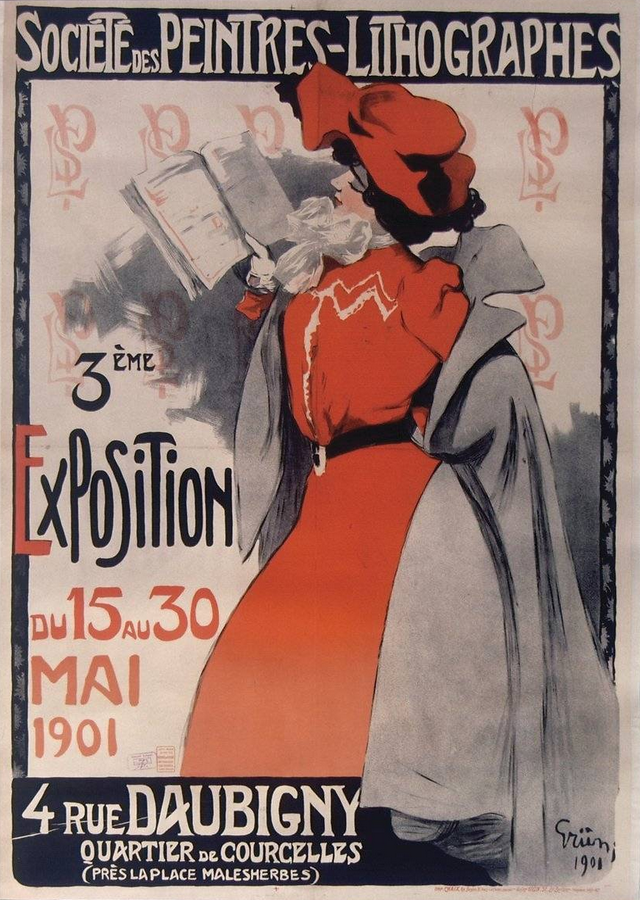
Affiche de Jules Grün pour la 3e exposition annuelle (1901).

La 3e exposition ouvre en mai 1901 dans un hôtel privé, celui de la Société pour l'encouragement des arts graphiques, situé au 4 rue Daubigny. L'affiche est signée Jules Grün. En décembre suivant, une pétition est lancée pour élever un monument à Gavarni, donnant lieu ensuite à une série d'événements, baptisés « Fêtes Gavarni », dont un grand bal en avril 1902 pour la collecte de fonds, en lien avec la société des Humoristes. Le monument à Gavarni est inauguré en 1911.
La 4e exposition est inaugurée le 3 novembre 1903 dans la galerie de Paul Durand-Ruel : trente-sept exposants et pour la première fois une majorité de lithographies. Le président d'honneur est Léonce Bénédite et l'affiche est signée Maurice Neumont, lequel rejoint le comité de direction aux côtés de Dillon, Claude Bourgonnier, et Charles Léandre. En décembre suivant, une exposition des lithographies de Toulouse-Lautrec est organisée au musée du Luxembourg.
La 5e exposition annuelle est organisée en février-mars 1904 aux Serres de la ville de Paris, en hommage à Eugène Isabey et Auguste Raffet.
En février 1906, après la mort de Henry Hamel, est organisée la 6e exposition, au Grand-Palais, en même temps que le 6e Salon de l'estampe originale. Le président d'honneur est Félix Bracquemond.
En 1908, la Société obtient un local permanent au sein de la galerie Devambez. En 1911, une rétrospective importante  y est organisée, sous la présidence de Léonce Bénédite,. En 1910, elle y organise une grande rétrospective sur Jules Chéret. 
Dans l'intervalle, et depuis 1901, la Société s'active pour exposer hors de France, sous la houlette de Hugo Bittner : entre autres à Vienne, Bâle (1908), à Strasbourg et à Stuttgart (1909). Elle accueille en retour de nombreux artistes étrangers, comme Joseph Pennell et Charles Haslewood Shannon,.
Elle s'est impliquée en 1904 dans la fondation de la Société des dessinateurs humoristes, grâce à Léandre, Neumont, Louis Morin, entre autres, qui organisèrent une soirée pour la fille de Henry Monnier, la « Fête Monnier », donnant naissance plus tard à l'idée d'un salon annuel,.
Elle ne semble pas avoir survécu à la Première Guerre mondiale.